# اس‌ام یوسی-۶۷
اس‌ام یوسی-۶۷ (به انگلیسی: SM UC-67) یک زیردریایی بود که طول آن ۱۶۵ فوت ۲ اینچ (۵۰٫۳۴ متر) بود. این زیردریایی در سال ۱۹۱۶ ساخته شد.